# Grassano
Grassano é uma comuna italiana da região da Basilicata, província de Matera, com cerca de 5.791 habitantes. Estende-se por uma área de 41 km², tendo uma densidade populacional de 141 hab/km². Faz fronteira com Calciano, Garaguso, Grottole, Irsina, Salandra, Tricarico.

## Demografia
| Variação demográfica do município entre 1861 e 2011                               |
|                                                                                   |
| Fonte: Istituto Nazionale di Statistica (ISTAT) - Elaboração gráfica da Wikipedia |